# Arnaud Kalimuendo
Arnaud Kalimuendo, né le 20 janvier 2002 à Suresnes (Hauts-de-Seine), est un footballeur français qui évolue au poste d'attaquant à Nottingham Forest.

## Carrière

### En club

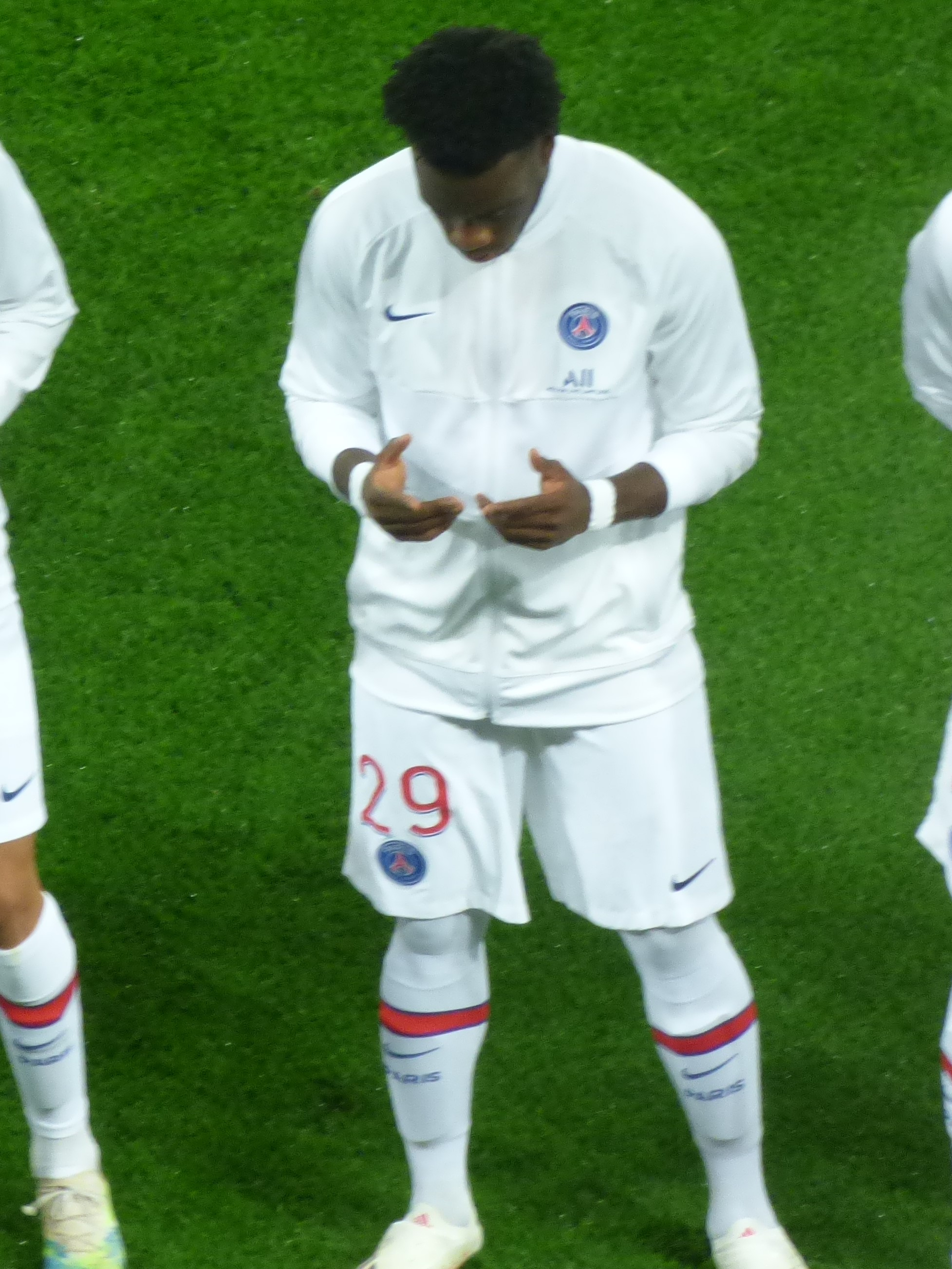
Arnaud Kalimuendo sous les couleurs du Paris Saint-Germain (2020).

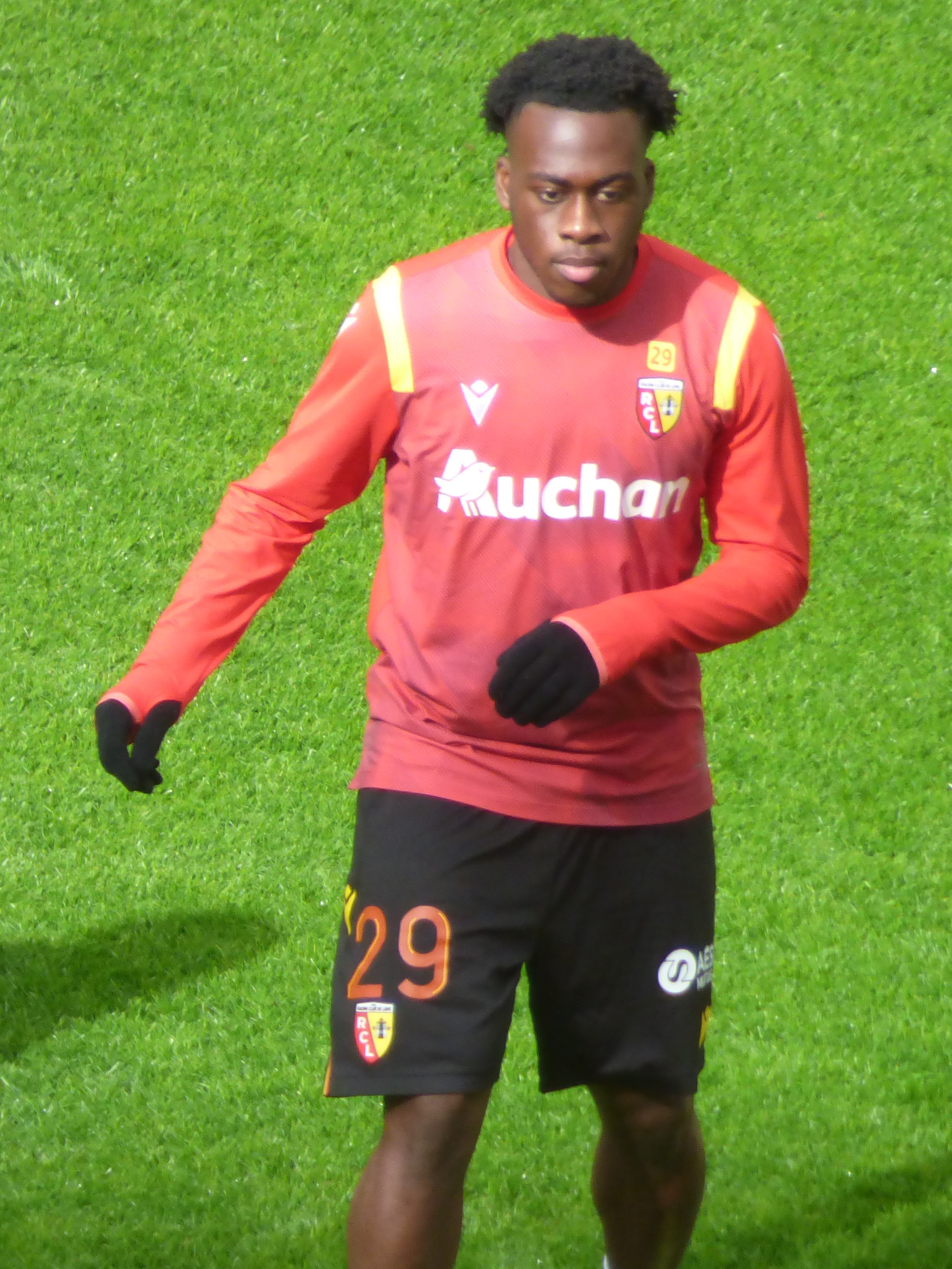
Arnaud Kalimuendo à l'entraînement lors de son prêt au RC Lens (2021).

#### Paris Saint-Germain
Né à Suresnes, dans les Hauts-de-Seine, en France, Arnaud Kalimuendo passe par le FC Saint-Cloud avant de rejoindre le Paris Saint-Germain en juillet 2012. Il débute en Youth League à seulement 16 ans sous les ordres de Thiago Motta.
Le 8 juillet 2019, Kalimuendo signe son premier contrat professionnel avec le PSG, le liant au club jusqu'en 2022. Il joue son premier match en professionnel le 10 septembre 2020, lors de la deuxième journée de la saison 2020-2021 de Ligue 1 face au RC Lens. Il est titularisé lors de ce match perdu par les siens sur le score de un but à zéro.
Sur la saison 2021-2022, Mauricio Pochettino compte le faire entrer dans l'effectif en tant que joueur de rotation, Arnaud, lui aimerait jouer et se cherche donc un nouveau club.

##### Prêts au RC Lens
Après avoir prolongé son contrat avec le Paris Saint-Germain, Arnaud Kalimuendo est prêté au RC Lens pour une saison le 5 octobre 2020. Le 22 novembre 2020, il inscrit son premier but en Ligue 1 sous les couleurs lensoises face à Dijon et permet à son équipe de l'emporter un à zéro.
Le 31 août 2021, Arnaud Kalimuendo est de nouveau prêté au RC Lens sans option d'achat pour une saison.
Le 1er octobre 2021, ilréalise son premier doublé, lors d'une rencontre de championnat face au Stade de Reims et permet à son équipe de s'imposer deux buts à zéro.
Le 10 décembre 2021 il marque lors de la défaite de son équipe face au FC Nantes. Il devient alors le plus jeune joueur à atteindre les douze buts en Ligue 1 avec Lens depuis Pascal Françoise en 1977,.

#### Stade rennais FC

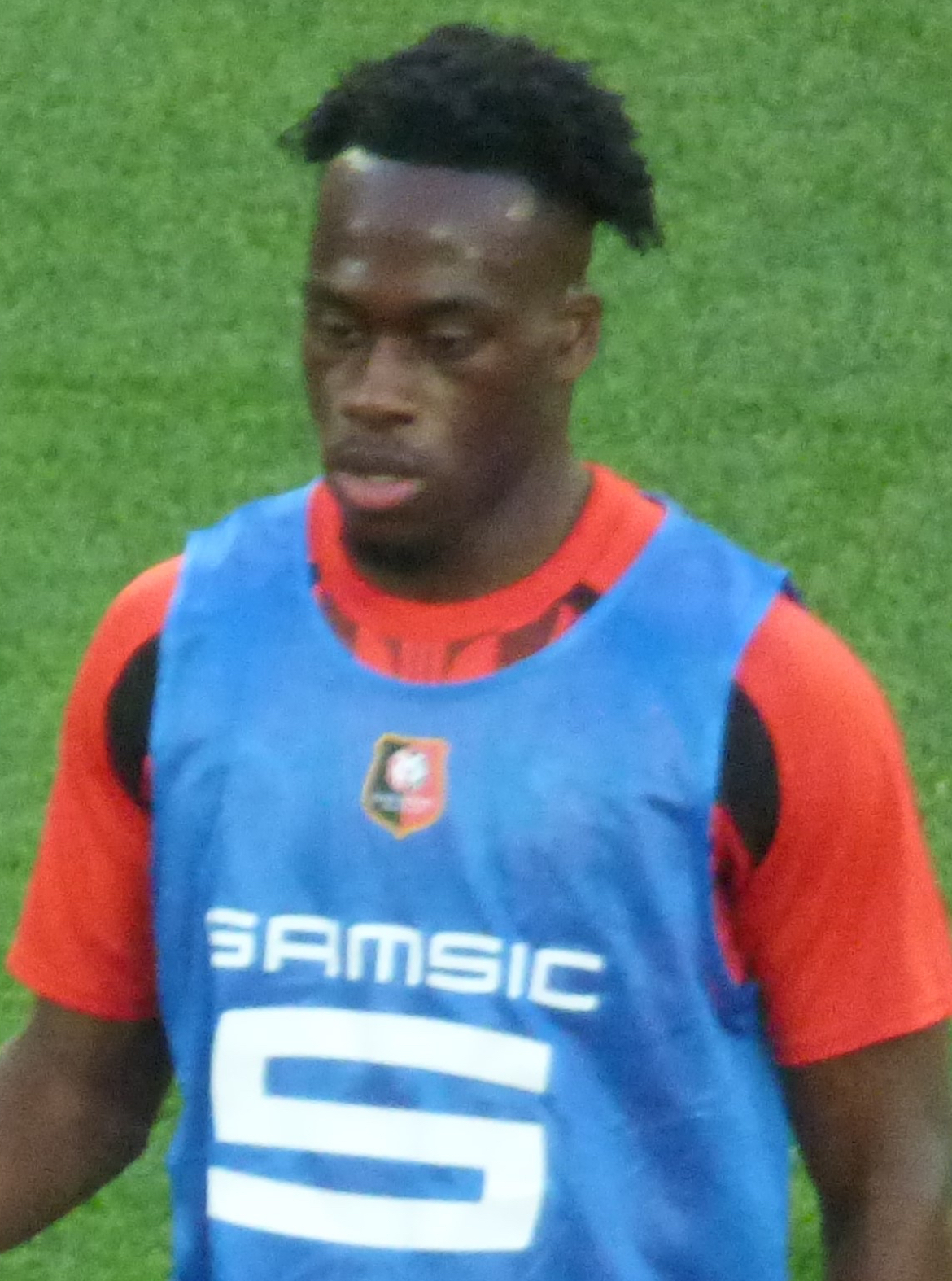
Arnaud Kalimuendo à l'entraînement avec le Stade rennais FC (2023).

Le 11 août 2022, après deux ans passés du côté du RC Lens en prêt, Arnaud Kalimuendo quitte définitivement son club formateur pour s'engager au Stade rennais FC en signant un contrat de cinq ans contre une indemnité estimée à 20 millions d'euros.
Le 1er octobre 2022, il inscrit son premier but sous ses nouvelles couleurs lors d'une rencontre de championnat face au RC Strasbourg. Titulaire, il est également l'auteur de deux passes décisives et permet à son équipe de l'emporter par trois buts à un,.
Le 30 novembre 2024, il se fait remarquer en réalisant un triplé (le premier de sa carrière), lors d'une rencontre de Ligue 1 face à l'AS Saint-Étienne. Titulaire, il marque à deux reprises sur penalty sur ses trois buts, et contribue à la victoire des Rouge et Noir par cinq buts à zéro,.
Lors de sa 3ème saison au sein avec le Stade rennais FC, le buteur français finit 3ème meilleur buteur de Ligue 1 avec 17 réalisations. Sa saison est la plus prolifique chez les Bretons, il marque dix-huit buts et délivre trois passes décisives en 34 rencontres.
En trois saisons sous le maillot Rouge et Noir, il aura inscrit 40 buts en 112 matchs tout en délivrant 14 passes décisives.

#### Nottingham Forest
Le 18 août 2025, après trois saisons passées au Stade rennais FC, Arnaud Kalimuendo quitte la Bretagne et s'engage en faveur de Nottingham Forest en paraphant un contrat de cinq ans, soit jusqu'en juin 2030,. Le montant du transfert est estimé à 30 millions d'euros,. Il portera le no 15 avec les Reds.

### En sélection nationale

#### Moins de 16 ans
En octobre et novembre 2019, Arnaud Kalimuendo est sélectionné pour la Coupe du monde des moins de 17 ans organisée au Brésil. Il inscrit un but lors du premier match de poule face à la Corée du Sud. L'équipe de France est battue par le Brésil en demi-finale, malgré un nouveau but de l'attaquant français. La France termine finalement troisième du mondial, en battant les Pays-Bas lors de la petite finale, avec un triplé de sa part.

#### Moins de 18 ans
Avec les moins de 18 ans, Arnaud Kalimuendo se met en évidence en étant l'auteur de quatre buts en cinq matchs. Il marque notamment un doublé en amical face au Sénégal.

#### Équipe de France espoirs
À la suite de plusieurs forfaits, Sylvain Ripoll le sélectionneur des espoirs fait appel à Arnaud Kalimuendo. Le 12 octobre 2020, il dispute son premier match en entrant en jeu face à la Slovaquie. Les Bleuets s'imposent sur le score de un zéro ce jour-là.
Il est appelé par Sylvain Ripoll en remplacement de Randal Kolo Muani, resté avec le groupe du FC Nantes en compagnie d'Alban Lafont pour disputer les matchs de barrage  pour le maintien en Ligue 1, dans l'optique de l'Euro espoirs 2021. Les Bleuets disputent le quart de finale de la compétition face aux Pays-Bas, où Arnaud Kalimuendo débute sur le banc. Le match sera perdu 2 buts à 1 par les Français, synonyme d'élimination, sur un doublé de Myron Boadu malgré l'ouverture du score de Dayot Upamecano. Le jeune attaquant n'entrera pas en jeu pendant le match.
Le 3 juin 2024, Thierry Henry le sélectionne dans une pré-liste de 25 joueurs afin de disputer les Jeux olympiques 2024 à Paris avant de le convoquer dans la liste définitive des 18 joueurs le 8 juillet suivant. Le 30 juillet 2024, il s'offre son premier but aux JO lors du dernier match de poules opposant la France à la Nouvelle-Zélande.

## Statistiques
| Saison                | Club                  | Championnat           | Championnat | Championnat | Championnat | Coupe(s) nationale(s) | Coupe(s) nationale(s) | Coupe(s) nationale(s) | Supercoupe | Supercoupe | Supercoupe | Compétition(s) continentale(s) | Compétition(s) continentale(s) | Compétition(s) continentale(s) | Compétition(s) continentale(s) | Total | Total | Total |
| Saison                | Club                  | Division              | M.          | B.          | P.d.        | M.                    | B.                    | P.d.                  | M.         | B.         | P.d.       | Comp.                          | M.                             | B.                             | P.d.                           | M.    | B.    | P.d.  |
| 2020-2021             | Paris Saint-Germain   | Ligue 1               | 1           | 0           | 0           | -                     | -                     | -                     | -          | -          | -          | C1                             | -                              | -                              | -                              | 1     | 0     | 0     |
| 2021-2022             | Paris Saint-Germain   | Ligue 1               | 2           | 0           | 0           | -                     | -                     | -                     | 1          | 0          | 0          | C1                             | -                              | -                              | -                              | 3     | 0     | 0     |
| 2022-2023             | Paris Saint-Germain   | Ligue 1               | 0           | 0           | 0           | -                     | -                     | -                     | 1          | 0          | 0          | C1                             | -                              | -                              | -                              | 1     | 0     | 0     |
| Sous-total            | Sous-total            | Sous-total            | 3           | 0           | 0           | -                     | -                     | -                     | 2          | 0          | 0          | -                              | -                              | -                              | -                              | 5     | 0     | 0     |
| 2020-2021             | RC Lens (prêt)        | Ligue 1               | 28          | 7           | 5           | 2                     | 1                     | 1                     | -          | -          | -          | -                              | -                              | -                              | -                              | 30    | 8     | 6     |
| 2021-2022             | RC Lens (prêt)        | Ligue 1               | 32          | 12          | 0           | 3                     | 1                     | 0                     | -          | -          | -          | -                              | -                              | -                              | -                              | 35    | 13    | 0     |
| Sous-total            | Sous-total            | Sous-total            | 60          | 19          | 5           | 5                     | 2                     | 1                     | -          | -          | -          | -                              | -                              | -                              | -                              | 65    | 21    | 6     |
| 2022-2023             | Stade rennais FC      | Ligue 1               | 30          | 7           | 5           | 1                     | 0                     | 0                     | -          | -          | -          | C3                             | 6                              | 0                              | 0                              | 37    | 7     | 5     |
| 2023-2024             | Stade rennais FC      | Ligue 1               | 30          | 10          | 1           | 5                     | 4                     | 1                     | -          | -          | -          | C3                             | 6                              | 1                              | 0                              | 41    | 15    | 2     |
| 2024-2025             | Stade rennais FC      | Ligue 1               | 33          | 17          | 4           | 1                     | 1                     | 0                     | -          | -          | -          | -                              | -                              | -                              | -                              | 34    | 18    | 4     |
| Sous-total            | Sous-total            | Sous-total            | 93          | 34          | 10          | 7                     | 5                     | 1                     | -          | -          | -          | -                              | 12                             | 1                              | 0                              | 112   | 40    | 11    |
| 2025-2026             | Nottingham Forest     | Premier League        | 0           | 0           | 0           | -                     | -                     | -                     | -          | -          | -          | C3                             | -                              | -                              | -                              | 0     | 0     | 0     |
| Total sur la carrière | Total sur la carrière | Total sur la carrière | 156         | 53          | 11          | 12                    | 7                     | 2                     | 2          | 0          | 0          | -                              | 12                             | 1                              | 0                              | 182   | 61    | 13    |

## Palmarès

### En club
Formé au Paris Saint-Germain, Arnaud Kalimuendo y remporte ses premiers titres en étant tout d'abord vainqueur de la Coupe de la Ligue en 2020, bien que n'entrant pas en jeu lors de la finale. La saison suivante, il est vice-champion de France et finaliste du Trophée des champions avant de devenir champion de France en 2022 et de remporter le Trophée des champions l'été suivant en entrant en jeu en fin de match.

### En sélection nationale
Avec l'équipe de France olympique, il est médaillé d'argent aux Jeux olympiques de Paris 2024.
| Paris Saint-Germain (3) | France olympique                              |
| --- | --------------------------------------------- |
| - Ligue 1 (1) - Champion : 2022. - Vice-champion : 2021. - Coupe de la Ligue (1) - Vainqueur : 2020. - Trophée des champions (1) - Vainqueur : 2022. - Finaliste : 2021. | - Jeux olympiques - Médaillé d'argent : 2024. |

## Décorations
- Chevalier de l'ordre national du Mérite (décret du 23 septembre 2024)[1].